# Masaya Onosaka
Masaya Onosaka (小野坂 昌也?, Onosaka Masaya; Ōsaka, 13 ottobre 1964) è un doppiatore giapponese. Lavora attualmente con la Aoni Production. Decide di non doppiare più il personaggio di Jadeite nella serie remake Bishōjo senshi Sailor Moon Crystal venendo sostituito da Daisuke Kishio.

## Doppiatore

### Serie televisive animate
- Agent Aika (Mochikusa)
- Angelic Layer (Ichiro Mihara)
- Baccano! (Isaac Dian)
- Beast Machines: Transformers (Obsidian)
- Bleach (Shinji Hirako)
- Bobobo-bo Bo-bobo (Don Patch)
- Card Captor Sakura (Cerberus)
- Captain Tsubasa J (Ryoma Hino, speake, vari)
- Daigunder (Dorimogu)
- Digimon Frontier (SkullSatamon)
- Dragon Ball Kai (Butter)
- Gintama (Obi Hajime)
- Gun Sword (Kaiji)
- Hajime no Ippo (Takeshi Sendo)
- Hetalia Axis Powers (Francia)
- Jeanne, la ladra del vento divino (Kaisei)
- Ultimate Muscle (Kinniku Mantarō)
- Kōtetsu Sangokushi (Chōhi Masunori)
- Le bizzarre avventure di JoJo: Stardust Crusaders (Alessi)
- Lovely Complex (Haruka Fukagawa)
- Il club della magia! (Takeo Takakura)
- MÄR (Nanashi)
- Moetan (Ah-kun)
- Omishi Magical Theater: Risky Safety (Moe's Father)
- One Piece (Pciù, Sham, Spandam, Spandine)
- Oruchuban ebichu (Employee, Kenji)
- Pet Shop of Horrors (Leon Orcot)
- Pokémon (Masaki Sonezaki)
- Power Stone (Edward Falcon)
- Prince of Tennis (Takeshi Momoshiro, Rick (ep 173))
- MegaMan NT Warrior (Torakichi Aragoma)
- Sailor Moon (Jadeite)
- I Cavalieri dello zodiaco (Ichi dell'Idra)
- Shaman King (Ryō Kōjiro)
- Slam Dunk (Hikoichi Aida, Yasuharu Yasuda)
- Soul Taker (Shiro Mibu)
- Aquarion (Pierre)
- Sfondamento dei cieli Gurren Lagann (Leeron Littner)
- Spiral: Suiri no kizuna (Takashi Sonobe)
- Tokyo Mew Mew (Asano-kun)
- Trigun (Vash the Stampede)
- Trigun Stampede (Radio DJ)
- Wolf's Rain (Ik)
- Yomigaeru Sora - Rescue Wings (Taigo Nihonmatsu)

### OAV
- Agent Aika (Juntarō Michikusa)
- .hack//SIGN (Piroshi)
- Gatchaman (G-1 (Ken the Eagle))
- Il club della magia! (Takeo Takakura)
- Mobile Suit Gundam SEED Astray (Lowe Guele)
- Nineteen 19 (青涩岁月)
- Nurse Witch Komugi-chan Majikarute (Shiro Mibu)
- Tales of Symphonia: The Animation (Zelos Wilder)
- Prince of Tennis (Takeshi Momoshiro)

### Film anime
- Gekijōban Cardcaptor Sakura: Fūin sareta card (Cerberus)
- JoJo's Bizarre Adventure: Phantom Blood (Robert Edward O Speedwagon)
- Ultimate Muscle (Kinniku Mantarō)
- Millennium Actress (Kyoji Ida)
- The Prince of Tennis: The Two Samurai (Takeshi Momoshiro)
- I Cavalieri dello zodiaco - Le porte del paradiso (Ichi dell'Idra)

### Videogiochi
- .hack//Infection (Piros)
- .hack//Mutation (Piros)
- .hack//Outbreak (Piros)
- .hack//Quarantine (Piros)
- .hack//G.U. Vol. 1//Rebirth (Piros the Third)
- .hack//G.U. Vol. 2//Reminisce (Piros the Third)
- .hack//G.U. Vol. 3//Redemption (Piros the Third)
- ASH: Archaic Sealed Heat (Cootrolan)
- Battle Arena Toshinden 3 (Sho Shinjo)
- Bleach: Brave Souls (Shinji Hirako)
- Bleach: Rebirth of Souls (Shinji Hirako)
- Castlevania Judgment (Grant Danasty)
- Chocobo GP (Ultros)
- Dragon Ball: Raging Blast (Butter)
- Dragon Ball Z: Tenkaichi Tag Team (Butter)
- Dragon Ball: Raging Blast 2 (Butter)
- Dragon Ball Z: Ultimate Tenkaichi (Butter)
- Dragon Ball Z: Battle of Z (Butter)
- Dragon Ball Xenoverse (Butter)
- Dragon Ball Xenoverse 2 (Butter)
- Dragon Ball FighterZ (Butter)
- Dragon Ball Legends (Butter)
- Dragon Ball Z: Kakarot (Butter)
- Dragon Ball: Sparking! Zero (Butter)
- Dragon Quest Rivals (Sylvian)
- Dragon Quest XI S: Echi di un'era perduta - Edizione Definitiva (Sylvian)
- Dynasty Warriors (Zhao Yun, Zhuge Liang)
- Dynasty Warriors 2 (Zhao Yun, Zhuge Liang)
- Dynasty Warriors 3 (Zhao Yun, Zhuge Liang)
- Dynasty Warriors 4 (Zhao Yun, Zhuge Liang)
- Dynasty Warriors 5 (Zhao Yun, Zhuge Liang)
- Dynasty Warriors 6 (Zhao Yun, Zhuge Liang)
- Dynasty Warriors: Strikeforce (Zhao Yun, Zhuge Liang)
- Dynasty Warriors 7 (Zhao Yun, Zhuge Liang)
- Dynasty Warriors 8 (Zhao Yun, Zhuge Liang)
- Dynasty Warriors: Godseekers (Zhao Yun)
- Dynasty Warriors 9 (Zhao Yun, Zhuge Liang)
- Echo Night: Beyond (Kenneth Livingston)
- Final Fantasy XIII-2 (Ultros)
- Granblue Fantasy (Don Patch)
- Gungrave (Balladbird Lee)
- J-Stars Victory Vs+ (Don Patch)
- JoJo's Bizarre Adventure: Eyes of Heaven (Alessi)
- Kinnikuman Generations (Kinniku Mantaro)
- Magna Carta: Tears of Blood (Chris Arcway)
- One Piece: Unlimited Adventure (Spandam)
- One Piece Unlimited Cruise 1: Il Tesoro Sommerso (Spandam)
- One Piece Unlimited Cruise 2: Il Risveglio di un Eroe (Spandam)
- One Piece: Pirate Warriors (Spandam)
- One Piece: Unlimited Cruise SP 2 (Spandam)
- One Piece: Pirate Warriors 3 (Spandam)
- One Piece: Pirate Warriors 4 (Spandam)
- One Piece Odyssey (Spandam)
- Persona 3 (Jin Shirato)
- Persona 3 Reload (Jin Shirato)
- Phoenix Wright: Ace Attorney - Spirit of Justice (Larry Butz)
- Rogue Galaxy (Simon Wicard)
- Saint Seiya: Brave Soldiers (Ichi dell'Idra)
- Saint Seiya: Soldiers' Soul (Ichi dell'Idra)
- Shin Megami Tensei: Digital Devil Saga (Harley)
- Summon Night 3 (Scarrel)
- Summon Night 6: Lost Borders (Scarrel)
- Super Robot Wars Z (Pierre Vleira)
- Super Robot Wars Z2: Destruction Chapter (Pierre Vleira, Leeron Littner)
- Super Robot Wars Z2: Rebirth Chapter (Pierre Vleira, Leeron Littner)
- Super Robot Wars Z3: Hell Chapter (Leeron Littner)
- Super Robot Wars Z3: Heaven Chapter (Leeron Littner)
- Super Robot Wars X (Leeron Littner)
- Tales of Symphonia (Zelos Wilder)
- Tales of Symphonia: Dawn of the New World (Zelos Wilder)
- Tales of the Rays (Zelos Wilder)
- Tales of Crestoria (Zelos Wilder)
- Toshinden 4 (Sho Shinjo)
- Valkyrie Profile (Jun)
- Valkyrie Profile: Lenneth (Jun)
- Warriors All-Stars (Zhao Yun)
- Warriors Orochi (Zhao Yun, Zhuge Liang)
- Warriors Orochi 2 (Zhao Yun, Zhuge Liang)
- Warriors Orochi 3 (Zhao Yun, Zhuge Liang)
- Warriors Orochi 4 (Zhao Yun, Zhuge Liang)
- World of Final Fantasy (Ultros, capitano)

### CD
- D.N.Angel "trilogy" (con Soichiro Hoshi e Tomokazu Seki)  - "Groovy Blue" (Dark Mousy)

### CD drama
- D.N.Angel Wink series (Dark Mousy)

### CD singles
- Prince of Tennis The Best Of Seigaku Players series (IX) - "Jump" (Takeshi Momoshiro)
- Prince of Tennis On the Raido Theme series (September, 2004) - "SAYONARA" (Takeshi Momoshiro)

### Doppiaggio
- La famiglia della giungla (Bald Eagle, Giant Anteater, Gemsbok)